# Munditia serrata
Munditia serrata är en snäckart som först beskrevs av Suter 1908.  Munditia serrata ingår i släktet Munditia och familjen turbinsnäckor. Inga underarter finns listade i Catalogue of Life.